# Santiago Traders & Otros
Santiago Traders & Otros es una obra literaria escrita por Martín Pérez Ibarra y publicada por Ediciones Asterión. Sobre la obra se ha reseñado: "Y es también Cortázar quien, con  sus  consideraciones  sobre el cuento, aflora tras los finales sorprendentes, obtenidos por KO, en las narraciones de "Santiago 
Traders & Otros", de Martín Pérez Ibarra. Técnica, por lo demás, de la que no  debiera  abusarse para que no perdiese su eficacia narrativa en una recopilación como la que ofrece este autor que, mediante escrituras que a veces simulan correos electrónicos, se hace eco de los cambios que la tecnología ha  supuesto  en  los  modos  de comunicación".

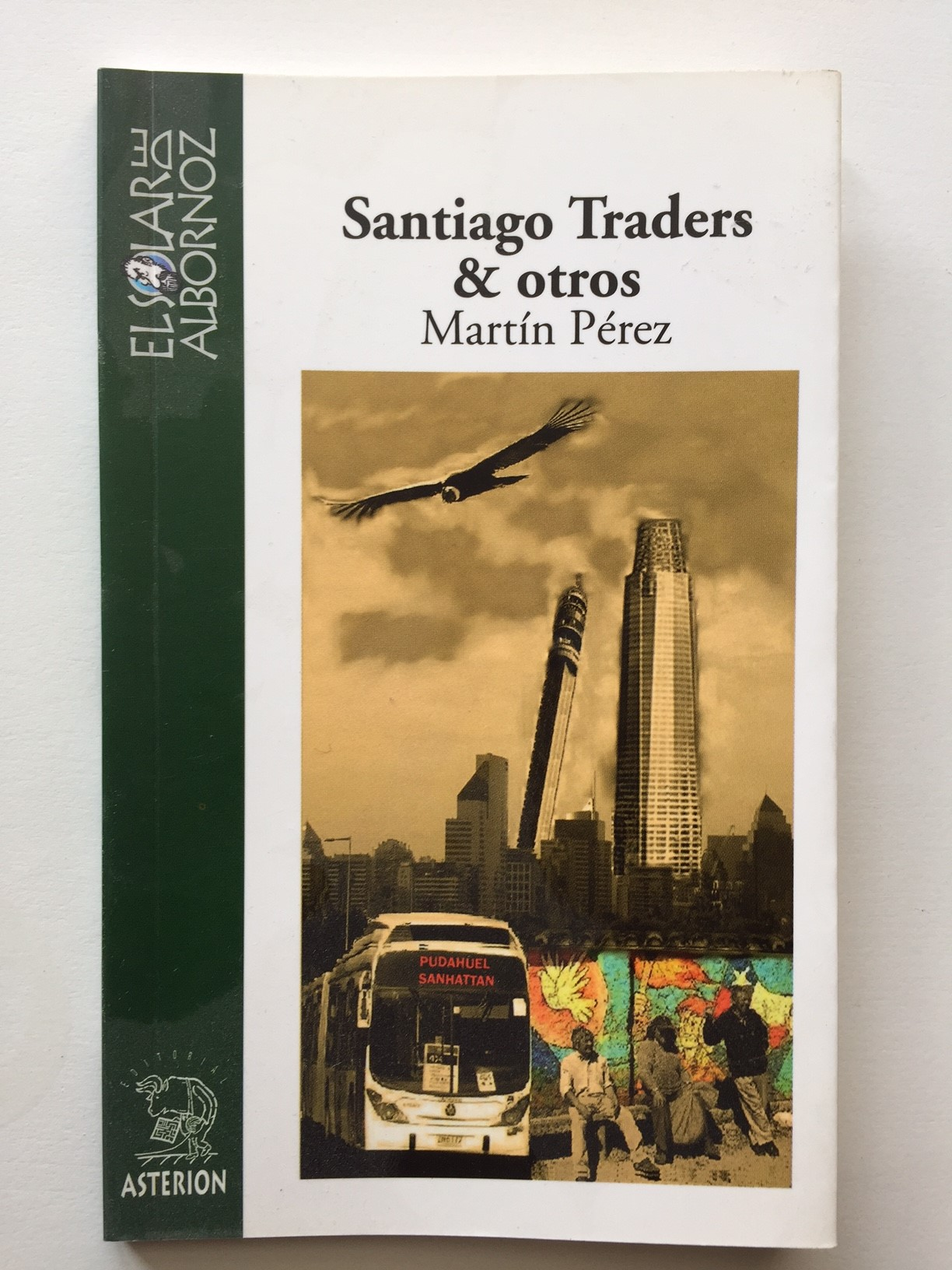
Portada Santiago Traders & Otros

Primera Edición: 2007
Ebook: Libros Patagonia, 2020.

## Argumento
El libro es una colección de microcuentos ligados a la ciudad de Santiago de Chile. Además de la síntesis, común a todos los textos del volumen, las narraciones se caracterizan por contener una buena dosis de humor y finales inesperados.
El texto está compuesto de catorce relatos breves. El humor, la ironía y el sarcasmo caracterizan la narrativa del autor, que usa aquellos recursos para develar la realidad nacional en su transformación social y arquitectónica. Los personajes del Santiago de los nuevos tiempos retratados por el autor, aceptan y viven con las reglas del juego impuestas por el sistema y se plantan en el espacio como si les perteneciera de verdad. La ciudad se levanta como una construcción en la que se enfrentan la vivienda social, el campamento y el Costanera Center. Todas estampas/espejo de una forma de ver y entender el mundo y también de construir la identidad de un país que siempre aspira a convertirse en un Otro.